# チリイバラガニ
チリイバラガニまたはミナミタラバガニ(Southern king crab, Chilean king crab, centolla)は、フォークランド諸島沿岸を含む南アメリカ大陸南方で見られるタラバガニ科の一種。太平洋側では、チリのタルカワノからホーン岬、大西洋側ではアルゼンチンやウルグアイで見られる。水深0-700mの海底に生息するが、ウルグアイでは専ら深海から採られている。チリでは、ほとんどは150mまでの深さに生息するが、南緯40度線以南では、水深600mでも見ることができる。甲羅の大きさが19cmに達する大型のカニで、商業漁業の対象となる。

## 生理
チリイバラガニは、亜南極の低温の海水に住む。幼生や若い個体の生育にとっての適温は6-15℃で、幼生の段階では餌を食べない。空気に長く晒されると、呼吸性アシドーシスや高血糖症になるが、水に入ると回復するため、ある程度長時間の空中曝露にも、死亡率に影響を及ぼさずに耐えることができる。

## 漁業

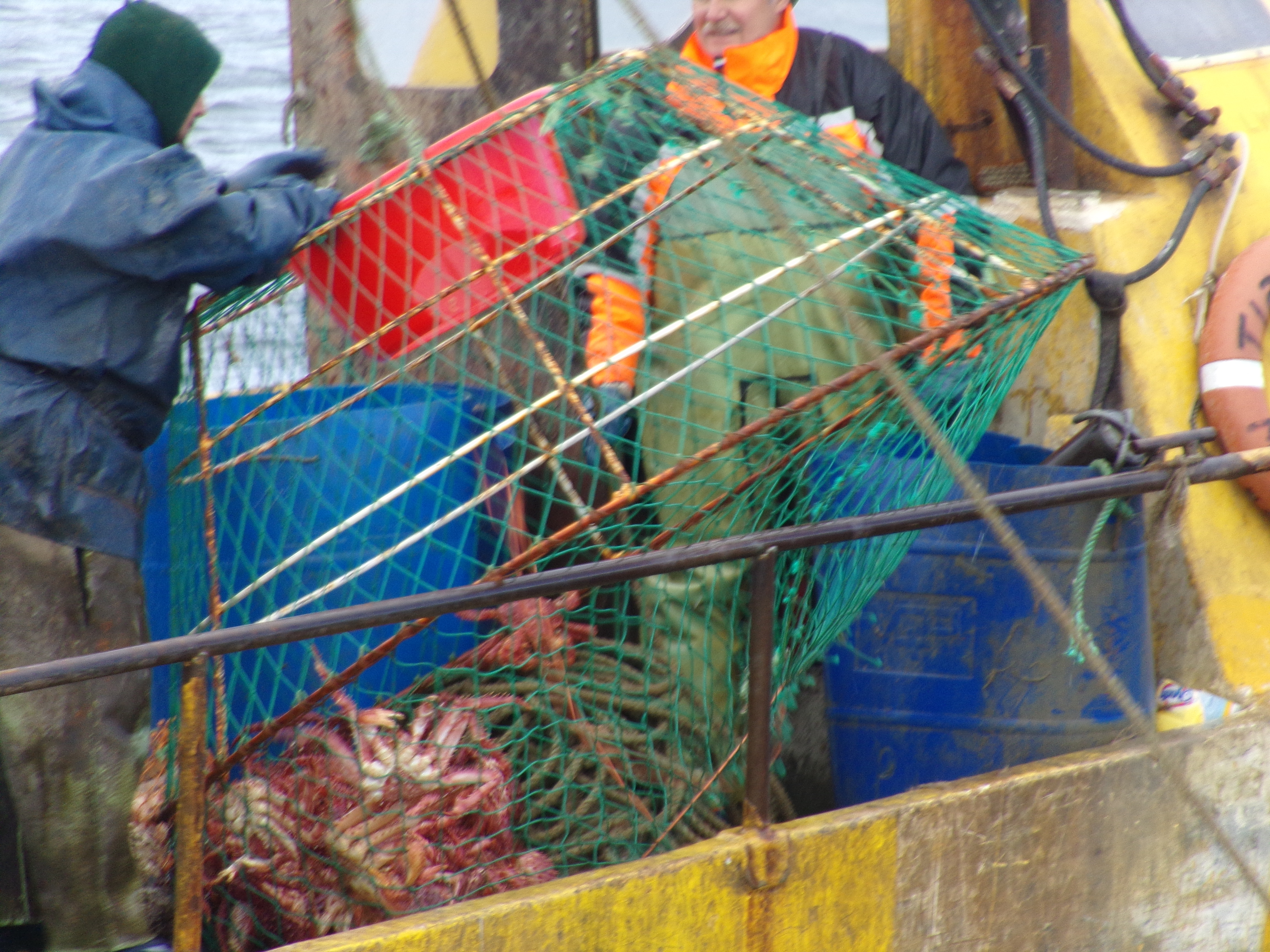
ウシュアイアでの漁

チリイバラガニの生息数は、商業漁業の影響により、激減している。
ティエラ・デル・フエゴ周辺ではチリイバラガニ漁が盛んで、1967年8月には、アルゼンチンのスクーナーであるクルス・デル・スール号がゲーブル島の400m沖合で釣りをしているのが発見され、チリの巡視船マリネロ・フエンテアルバ号に護衛されてチリ海域から退出させられた事件が起こった。この事件が1970年代末のビーグル海峡事件に繋がった。
Lithodes antarcticusをLithodes santollaのシノニムとする文献もあるが、アメリカ合衆国のアメリカ食品医薬品局は、Lithodes antarcticusとLithodes santollaを別種として掲載している。